# Честыни
Честыни (укр. Честині) — село в Жовтанецкой сельской общине Львовского района Львовской области Украины.
Население по переписи 2001 года составляло 383 человека. Занимает площадь 1,021 км². Почтовый индекс — 80440. Телефонный код — 3254.